# Leo Burgerstein
Leo Burgerstein (* 30. Juni 1853 in Wien; † 12. Mai 1928 ebenda) war ein österreichischer Mittelschullehrer, der sich mit Hygiene und Schulgesundheit beschäftigte, in seinen frühen Jahren mit Geologe und Paläontologe.
Burgerstein studierte an der Universität Wien Geologie und Paläontologie, wo er 1876 zum Dr. phil. promoviert wurde. Von 1877 bis 1882 arbeitete er als Assistent am Geologischen Institut der Universität Wien. Danach war er als Mittelschullehrer tätig. Er wurde zum Experten für Schulhygiene und Volksgesundheit.

## Schriften (Auswahl)
- Beitrag zur Kenntniss des jungtertiären Süsswasser-Depôts bei Ueskueb. In: Jahrbuch der Kaiserlich-Königlichen Geologischen Reichsanstalt. Band 27, 1877, S. 243–250 (zobodat.at [PDF; 804 kB]).
- Geologische Untersuchungen im südwestlichen Theile der Halbinsel Chalkidike. In: Denkschriften der Kaiserlichen Akademie der Wissenschaften, Mathematisch-Naturwissenschaftliche Classe 40, 1880, S. 321–327.
- Vorläufige Mittheilung über die Therme von Deutsch-Altenburg und die Chancen einer Tiefbohrung daselbst. In: Verhandlungen der Kaiserlich-Königlichen Geologischen Reichsanstalt 1881, S. 289–290 (zobodat.at [PDF; 323 kB]).
- Geologische Studie über die Therme von Deutsch-Altenburg an der Donau. In: Denkschriften der Kaiserlichen Akademie der Wissenschaften, Mathematisch-Naturwissenschaftliche Classe 45, 1882, S. 107–122 (zobodat.at [PDF; 1,9 MB]).
- mit August Netolitzky: Handbuch der Schulhygiene. 1. Auflage, 1895. / 2. Auflage, Fischer, Jena 1902 (insgesamt 10 Auflagen)
- Gesundheit und Nachwuchs. Springer, Berlin, Heidelberg 1914.